# Gédéon Benoît
Gedeon de Benoît – pruski dyplomata pochodzenia francuskiego żyjący w XVIII wieku.

## Życiorys
Sekretarz poselstwa pruskiego w Warszawie w latach 1748–1763, następnie pruski poseł w Polsce w latach 1763–1776.
Gdy trwała wojna siedmioletnia. nadal przebywał w Warszawie. Ponieważ w wojnie nie brała udziału Polska, a jedynie Saksonia, Benoit wykorzystał swój pobyt, by szkodzić saskim interesom.
Od roku 1762 romansowała z nim agentka króla Stanisława Augusta Henrietta Lullier.
13 kwietnia 1764 wobec zbrojnej interwencji Katarzyny II Jan Klemens Branicki i grupa przychylnych mu senatorów zażądała, by prymas Władysław Aleksander Łubieński zwołał pospolite ruszenie, ten jednak odmówił. Wtedy grupa 14 senatorów przesłało pisma do dworów w Petersburgu i Berlinie wzywające do nieingerowania w sprawy polskie. Poseł rosyjski Herman Karl von Keyserling zdecydował się pisma nie przyjąć pod pozorem, że tytulatura imperatorowej jest w niej źle napisana, przyjęli ją natomiast Gédéon Benoît i król Fryderyk II, nie chcąc zrażać do końca tych, którzy widzieli oparcie dla Polski w Prusach. Poseł austriacki Florimont-Claude Mercy-Argenteau, zachęcał Branickiego i jego stronników do konfederacji, lecz nie udało się ostatecznie jej zorganizować.
W 1766 roku nadzorował polski „Sejm Czaplica”, protestując przeciw metodzie głosowania większością głosów.
W czasie konferencji z królem Stanisławem Augustem Poniatowskim i posłem rosyjskim Michaiłem Wołkońskim w 1770 roku stwierdził: Czartoryscy dobrze by zrobili, gdyby złożyli urzędy i odjechali; tym oddaliby przysługę i WKr. Mości i pomogliby ojczyźnie.
Reprezentował Królestwo Prus przy podpisywaniu traktatu rozbiorowego w 1772 roku. Dnia 18 września 1772 rosyjski poseł nadzwyczajny i minister pełnomocny Otto Magnus von Stackelberg i Gédéon Benoît oficjalnie poinformowali kanclerza polskiego Andrzeja Młodziejowskiego o rozbiorze.
Sejm Rozbiorowy 1773-1775 postulowany w celu zatwierdzenia cesji terytorium Rzeczypospolitej w czasie I rozbioru Rzeczypospolitej został zwołany 19 kwietnia 1773 na wcześniejsze żądanie ambasadora rosyjskiego Otto Magnusa von Stackelberga, posła pruskiego Gédéona Benoît i austriackiego Karla Reviczky’ego .
Opuścił Polskę w 1776 roku. Zastąpił go Friedrich Blanchot.